# Jatropha trifida
Jatropha trifida är en törelväxtart som beskrevs av Emilio Chiovenda. Jatropha trifida ingår i släktet Jatropha och familjen törelväxter.
Artens utbredningsområde är Somalia. Inga underarter finns listade i Catalogue of Life.